# 이호리 가즈아키
이호리 가즈아키(일본어: 井堀 二昭, 2001년 4월 16일~)는 일본의 축구 선수이다.

## 구단 경력
그는 2024년 J2리그의 가고시마 유나이티드 FC에 입단했다. 2024년후 J3리그에 강등했다.